# Інститут гетьманату 1649–1764
Інститут гетьманату (1649—1764) — вища ланка системи державного управління в Гетьманщині. Після виникнення Української козацької держави в середині 17 ст. гетьман став її верховним керівником. У його руках зосереджувалася вся повнота законодавчої, виконавчої та судової влади. Гетьман здійснював зв'язки з іноземними державами, мав значний вплив на церковне життя. Гетьманські універсали мали силу закону для всього населення України. Гетьман очолював генеральну старшину, яка виконувала урядові функції і разом з полковниками утворювала раду генеральної старшини. Остання мала вплив на обрання найвищої посадової особи в державі. Резиденціями гетьмана в 2-й половині 17–18 ст. були Чигирин, Гадяч, Батурин і Глухів. З укладенням Березневих статей 1654 поступово відбувалося обмеження повноважень гетьмана як у внутрішній, так і в зовнішній політиці держави. Між царським урядом і гетьманом укладалися спеціальні умови (гетьманські статті), що визначали його права і компетенцію (див. Договірні статті українських гетьманів). Володіння гетьмана складалися з рангових маєтностей, а також царських пожалувань за службу. Окремим гетьманам належали десятки тисяч підлеглих селян, з початку 18 ст. – навіть кріпаків (див. Кріпацтво). Влада гетьмана поширювалася також на Запорожжя, що часто призводило до конфліктів між ним і січовою громадою. Гетьманами Української козацької держави були: Б.Хмельницький, І.Виговський, Ю. Хмельницький, І. Брюховецький, Д. Многогрішний, І. Самойлович, І. Мазепа, І. Скоропадський, Д. Апостол, К. Розумовський. З 1663 по 1681 посада гетьмана існувала також на Правобережній Україні (П. Тетеря, П. Дорошенко, Ю.Хмельницький, М. Ханенко). Гетьманом в еміграції (1710–42) був П. Орлик. Скасування Г.і. відбулося 1764 за указом імператриці Катерини ІІ. Функції гетьмана почала виконувати 2-га Малоросійська колегія.